# Festival Internacional de Cinema de Sant Sebastià 1996
La 44a edició del Festival Internacional de Cinema de Sant Sebastià va tenir lloc entre el 19 i el 28 de setembre de 1996. El Festival s'ha consolidat a la màxima categoria A (festival competitiu no especialitzat) de la FIAPF. En aquesta edició es va crear la secció Perlak (perles), una selecció dels llargmetratges, inèdits a Espanya, més destacats de l'any que han estat aclamats per la crítica i/o premiats en altres festivals internacionals. També es van mostrar més de 250 pel·lícules, augmentaren les seccions i es van fer quatre retrospectives, dues a dos directors concrets (Tod Browning i Eloy de la Iglesia) i dues a cinema anticomunista estatunidenc i espanyol.

## Desenvolupament
Fou inaugurat el 19 de setembre, presentat per Nancho Novo, Rosana Pastor i Edurne Ormazabal amb la presència de la ministra de cultura Esperanza Aguirre, el lehendakari José Antonio Ardanza i l'alcalde de Sant Sebastià Odón Elorza, i es va projectar fora de concurs de Blood and wine, laberint criminal de Bob Rafelson que inaugura la secció oficial i Bellesa robada que inaugura la Zabaltegi. La primera pel·lícula de la secció oficial espanyola fou Taxi el dia 20 i Tu nombre envenena mis sueños fou projectada el 21. El fet que no es convoqués una roda de premsa després de la projecció de la xinesa The Emperor's Shadow de Zhou Xiaowen, un cineasta dissident, va fer sospitar que es tractava de censura per part de les autoritats xineses. El dia 24, el mateix en que es va projectar Bwana, es va projectar per sorpresa La brigada de Mulholland protagonitzada per Chazz Palminteri, i que va estar present al festival. El 25 es va projectar El último viaje de Robert Rylands, rodada en anglès i a Anglaterra. El dia 26 es van projectar Capità Conan i Bajo la piel, alhora que arribava al certamen Al Pacino, guardonat enguany amb el Premi Donostia. El 27 es va projectar la brasilera Tieta do Agreste i va visitar el certamen la seva protagonista, Sonia Braga. Finalment, el dia 28 es va clausurar el festival amb la projecció fora de concurs de Fanàtic i el repartiment de premis, no sense polèmica. El director Diego Galán va manifestar que ell hauria preferit com a guanyadors Capità Conan i El último viaje de Robert Rylands.

## Jurat
- Affonso Beato
- Ulrich Felsberg
- Mike Figgis
- Paz Alicia Garciadiego
- Alberto Iglesias
- Abbas Kiarostami
- Maria de Medeiros

## Pel·lícules exhibides

### Secció oficial
- Bajo la piel de Francisco J. Lombardi[15]
- Beautiful Girls de Ted Demme
- Blood and wine, laberint criminal de Bob Rafelson (inauguració)
- Bwana d'Imanol Uribe
- Capità Conan de Bertrand Tavernier
- El último viaje de Robert Rylands de Gracia Querejeta
- Engelchen de Helke Misselwitz
- Hotel Paura de Renato De Maria
- Kama Sutra: A Tale of Love de Mira Nair
- Pedar de Majid Majidi
- Sol de otoño d'Eduardo Mignogna
- Taxi de Carlos Saura
- The Emperor's Shadow de Zhou Xiaowen
- Fanàtic de Tony Scott (fora de concurs) (clausura)
- Tieta do Agreste de Carlos Diegues
- Trojan Eddie de Gillies Mackinnon
- Tu nombre envenena mis sueños de Pilar Miró
- Twelfth Night de Trevor Nunn

### Zabaltegi
- Blagodat de Vitali Manski
- Cheap Thrill, Mickey Cozik dans le Zombie Aquarium de David Barrouk
- El perro del hortelano de Pilar Miró
- La Bouche de Jean-Pierre de Lucile Hadzihalilovic
- Muerto de amor de Ramón Barea
- Pasajes de Daniel Calparsoro
- Small Fictions de Jenni Robertson
- Tierische Liebe d'Ulrich Seidl
- Twilight of the Gods de Stewart Main

### Zabaltegi - Nous directors
- A tiro limpio de Jesús Mora
- Broken English de Gregor Nicholas
- Die Mutter des Killers de Volker Einrauch
- El anzuelo d'Ernesto Rimoch
- El dedo en la llaga d'Alberto Lecchi
- Esperanza y sardinas de Roberto Romeo Lopez
- Ferie d'agosto de Paolo Virzì
- Hollow Reed d'Angela Pope
- Johns de Scott Silver
- L'Appartement de Gilles Mimouni
- Le Réveil de Marc-Henri Wajnberg
- Más que amor, frenesí d'Alfonso Albacete, David Menkes i Miguel Bardem
- Moebius de Gustavo Mosquera R.
- Mortinho por Chegar a Casa de Carlos da Silva i George Sluizer
- Pizzicata d'Edoardo Winspeare
- Quand les étoiles rencontrent la mer de Raymond Rajaonarivelo
- Rigor mortis de Koldo Azkarreta
- Snakes and Ladders de Trish McAdam
- The Disappearance of Finbar de Sue Clayton
- Tan qing shuo ai de Xin Lee

### Zabaltegi - Perlak
- Beautiful Thing de Hettie MacDonald
- Kauas pilvet karkaavat d'Aki Kaurismäki
- Lone Star, el rastre d'un crim de John Sayles
- Ponette de Jacques Doillon
- Profundo carmesí d'Arturo Ripstein
- Secrets i mentides de Mike Leigh
- She's the One d'Edward Burns
- Bellesa robada de Bernardo Bertolucci
- Some Mother's Son de Terry George
- Tres vides i una sola mort de Raúl Ruiz
- Wallace i Gromit: The Aardman Collection 2 de Nick Park
- Tempesta blanca de Ridley Scott
- Feeling Minnesota de Steven Baigelman

### Lumière
- El gabinet del Dr. Caligari (1919) de Robert Wiene
- Das indische Grabmal (1921) de Joe May
- Der Golem, wie er in die Welt kam (1920) de Paul Wegener i Carl Boese
- Der Todesreigen (1922) de William Karfiol
- Doña Francisquita (1934) de Hans Behrendt
- El negro que tenía el alma blanca (1927) de Benito Perojo
- Faust (1926) de F. W. Murnau
- Ich küsse Ihre Hand, Madame (1926) de Robert Land
- L'Atlantide (1921) de Jacques Feyder
- L'Œuf du sorcier ou l'Œuf magique prolifique (1902) de Georges Méliès
- Markens grøde (1921) de Gunnar Sommerfeldt
- Maudite soit la guerre (1914) d'Alfred Machin
- Our Inflammable Film Heritage (1994) de Mark-Paul Meyer
- Visages d'enfants (1925) de Jacques Feyder
- Wege des Schreckens (1921) de Mihály Kertész

### Selecció dels Crítics 1995-1996
- Eggs de Bent Hamer
- Érzǐ de Zhang Yuan
- Guǎng chǎng de Zhang Yuan
- Kavkazski plennik de Serguei Bodrov
- Ligzda d'Aivars Freimanis
- Neurosia - 50 Jahre pervers de Rosa von Praunheim
- Taiyang you er de Yim Ho

### Made in Spanish '96
- África d'Alfonso Ungría
- Al corazón de Mario Sabato
- Belmonte de Juan Sebastián Bollaín
- Boca a boca de Manuel Gómez Pereira
- Brujas d'Álvaro Fernández Armero
- Cachito d'Enrique Urbizu
- Desnudo con naranjas de Luis Alberto Lamata Bethencourt
- Katuwira d'Íñigo Vallejo-Nájera
- El día de la bestia d'Álex de la Iglesia
- El efecto mariposa de Fernando Colomo
- El reino de los cielos de Patricia Cardoso
- Éxtasis de Mariano Barroso
- Hola, ¿estás sola? d'Icíar Bollaín
- La nave de los sueños de Ciro Durán
- Malena es un nombre de tango de Gerardo Herrero
- Me dicen Yovo de Juan Alejandro Ramírez
- Mi último hombre de Tatiana Gaviola
- Palace d'El Tricicle
- Rey muerto de Lucrecia Martel
- Sotto voce de Mario Levin
- Coses que no et vaig dir mai d'Isabel Coixet
- Tierra de Julio Medem
- Tot verí de Xavier Ribera Perpiñá
- Two Much de Fernando Trueba

### Velòdrom
- A Close Shave de Nick Park
- El perro del hortelano de Pilar Miró
- James and the Giant Peach de Henry Selick i Tim Burton
- Microcosmos : Le Peuple de l'herbe de Claude Nuridsany i Marie Pérennou
- Cantant sota la pluja de Gene Kelly i Stanley Donen
- Les aventures de Robin Hood de Michael Curtiz i William Keighley
- Trainspotting de Danny Boyle

### Jornada de cinema basc
- Agurra d'Iñaki Elizalde Bandrés
- El ángel de mármol de Pablo Malo Mozo
- El juego de Julio Pascal
- Hotel y domicilio d'Ernesto del Río
- La buena madre de José Antonio Vitoria
- La fabulosa vida de Diego Marín de Fidel Cordero Ampuero

### Retrospectives
Dedicada a Tod Browning
- Bill Joins the W.W.W.'s (1914) d'Edward Dillon
- Dollar Down (1925)
- Dracula (1931)
- Drifting (1923)
- Fast Workers (1933)
- Freaks (1932)
- Iron Man (1931)
- Mark of the Vampire (1935)
- Miracles for Sale (1939)
- No Woman Knows (1921)
- Outside the Law (1930)
- Outside the Law (1920)
- Scenting a Terrible Crime (1913) d'Edward Dillon
- Sunshine Dad (1916) d'Edward Dillon
- The Blackbird (1926)
- The Devil-Doll (1936)
- Man Under Cover (1922)
- The Mystery of the Leaping Fish (1916) de John Emerson
- The Mystic (1925)
- The Wicked Darling (1919)
- The Road to Mandalay (1926)
- The Show (1927)
- The Thirteenth Chair (1929)
- The Unholy Three (1925)
- The Unknown (1927)
- The Virgin of Stamboul (1920)
- West of Zanzibar (1928)
- Where East Is East (1929)
- White Tiger (1923)
- Under Two Flags (1922)

El malson roig del Senador McCarthy
- Conspirator (1949) de Victor Saville
- Diplomatic Courier (1952) de Henry Hathaway
- I Was a Communist for the FBI (1951) de Gordon Douglas
- Walk a Crooked Mile (1948) de Gordon Douglas
- It Came from Outer Space (1953) de Jack Arnold
- Man on a Tightrope (1953) d'Elia Kazan
- My Son John (1952) de Leo McCarey
- Never Let Me Go (1953) de Delmer Daves
- Night People (1954) de Nunnally Johnson
- Pickup on South Street (1953) de Samuel Fuller
- Red Hollywood (1990) de Thom Andersen i Noël Burch
- Red Planet Mars (1952) de Harry Horner
- The Iron Curtain (1948) de William A. Wellman
- The Red Danube (1949) de George Sidney
- The Red Menace (1949) de R. G. Springsteen
- The Whip Hand (1951) de William Cameron Menzies
- The Woman on Pier 13/I Married a Communist (1949) de Robert Stevenson
- Walk East on Beacon (1952) d'Alfred L. Werker

El malson roig del general Franco
- El canto del gallo (1955) de Rafael Gil Álvarez
- Embajadores en el infierno (1956) de José María Forqué
- La legión del silencio (1956) de José Antonio Nieves Conde i José María Forqué
- La señora de Fátima (1951) de Rafael Gil Álvarez
- Los ases buscan la paz (1955) d'Arturo Ruiz Castillo
- Murió hace quince años (1954) de Rafael Gil Álvarez
- Rapsodia de sangre (1958) d'Antonio Isasi Isasmendi
- Raza (1942) de José Luis Sáenz de Heredia
- Rojo y negro (1942) de Carlos Arévalo Calvet
- ... Y eligió el infierno (1957) de César Fernández Ardavín

Conèixer a Eloy de la Iglesia
- Algo amargo en la boca (1969)
- Colegas (1982)
- Cuadrilátero (1970)
- El diputado (1978)
- El pico (1983)
- El pico 2 (1984)
- El techo de cristal (1971)
- El sacerdote (1979)
- Fantasía... 3 (1966)
- Juego de amor prohibido (1975)
- La criatura (1977)
- La estanquera de Vallecas (1987)
- La mujer del ministro (1981)
- La otra alcoba (1976)
- La semana del asesino (1972)
- Los placeres ocultos (1977)
- Miedo a salir de noche (1980)
- Nadie oyó gritar (1973)
- Navajeros (1980)
- Otra vuelta de tuerca (1985)
- Una gota de sangre para morir amando (1973)

## Palmarès
Els premis atorgats en aquesta edició foren:
- Conquilla d'Or a la millor pel·lícula (200.000 ecus): 
  - Bwana d'Imanol Uribe 
  - Trojan Eddie de Gillies Mackinnon
- Premi Especial del Jurat: Engelchen de Helke Misselwitz
- Conquilla de Plata al millor director: Francisco J. Lombardi per Bajo la piel
- Conquilla de Plata a la millor actriu: Norma Aleandro per Sol de otoño d'Eduardo Mignogna
- Conquilla de Plata al millor actor: Michael Caine, per Blood and wine, laberint criminal de Bob Rafelson
- Premi del Jurat a la millor fotografia: Javier Aguirresarobe, per Bwana d'Imanol Uribe
- Premi del Jurat: Pedar de Majid Majidi
- Menció Especial del Jurat:
- Guy-Claude François per Capità Conan de Bertrand Tavernier
- Ingrid Rubio per Taxi de Carlos Saura
- Premi Euskalmedia per Nous Realitzadors (45.000 dòlars): Johns de Scott Silver
- Premi Donostia: Al Pacino